# FA Premier League de 1994–95

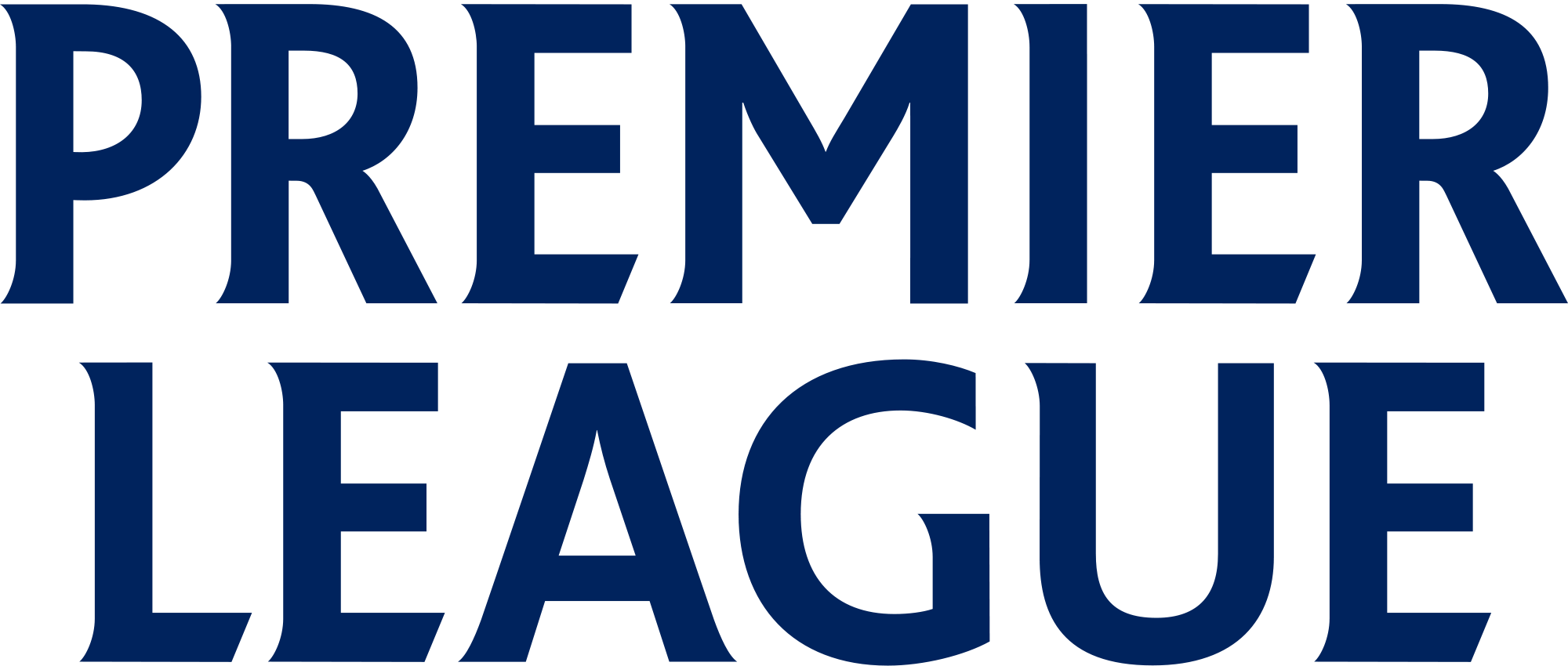
Logo da liga

A temporada 1994-95 da Premier League foi a terceira edição da categoria de futebol mais alta da Inglaterra, desde o seu início em 1992.
No total, 22 clubes participaram do campeonato, disputado sob o formato tradicional de todos contra todos em dois turnos. Foi a última temporada que foi disputada com essa quantidade de equipes, pois na temporada seguinte o número foi reduzido para 20. Este foi o produto de quatro promoções da Premier League e apenas duas promoções da Primeira Divisão – ao contrário de três promoções como era tradicionalmente.
Sob a liderança técnica de Kenny Dalglish, o Blackburn Rovers (vice-campeão da última temporada) foi coroado campeão pela terceira vez em sua história e acabou com um período de 81 anos sem vencer nenhum título da liga – o último foi em 1913-14. Foi o primeiro e, até agora, o único título da Premier League do Blackburn Rovers. O título foi conquistado no último jogo da temporada. O Blackburn Rovers entrou no jogo com 89 pontos, dois a mais que o Manchester United. Embora os Rovers tenham perdido o jogo contra o Liverpool como visitantes (2-1), o United não conseguiu vencer o respectivo jogo contra o West Ham United, encerrando o jogo empatado em 1 a 1. Esta temporada é lembrada como uma das definições mais dramáticas da história do futebol inglês, e em que ocorreu uma das maiores surpresas do futebol no Reino Unido. Foi também nesta temporada que ocorreu a maior vitória da história da Premier League, com o Manchester United vencendo o Ipswich Town por 9–0. Na temporada de 2019–20, o Leicester City igualou o recorde do Manchester United ao vencer o Southampton pelo mesmo placar.
Como campeão da liga, o Blackburn Rovers se classificou para a Liga dos Campeões da UEFA de 1995–96.